# 살로코쥐
살로코쥐(Taeromys arcuatus)는 쥐과에 속하는 설치류의 일종이다. 인도네시아 술라웨시섬에서만 발견된다. 술라웨시 남동부 메콩아 산맥과 술라웨시 중부 로레 린두 국립공원에서 서식한다.